# St. Josef (Grevenbroich)

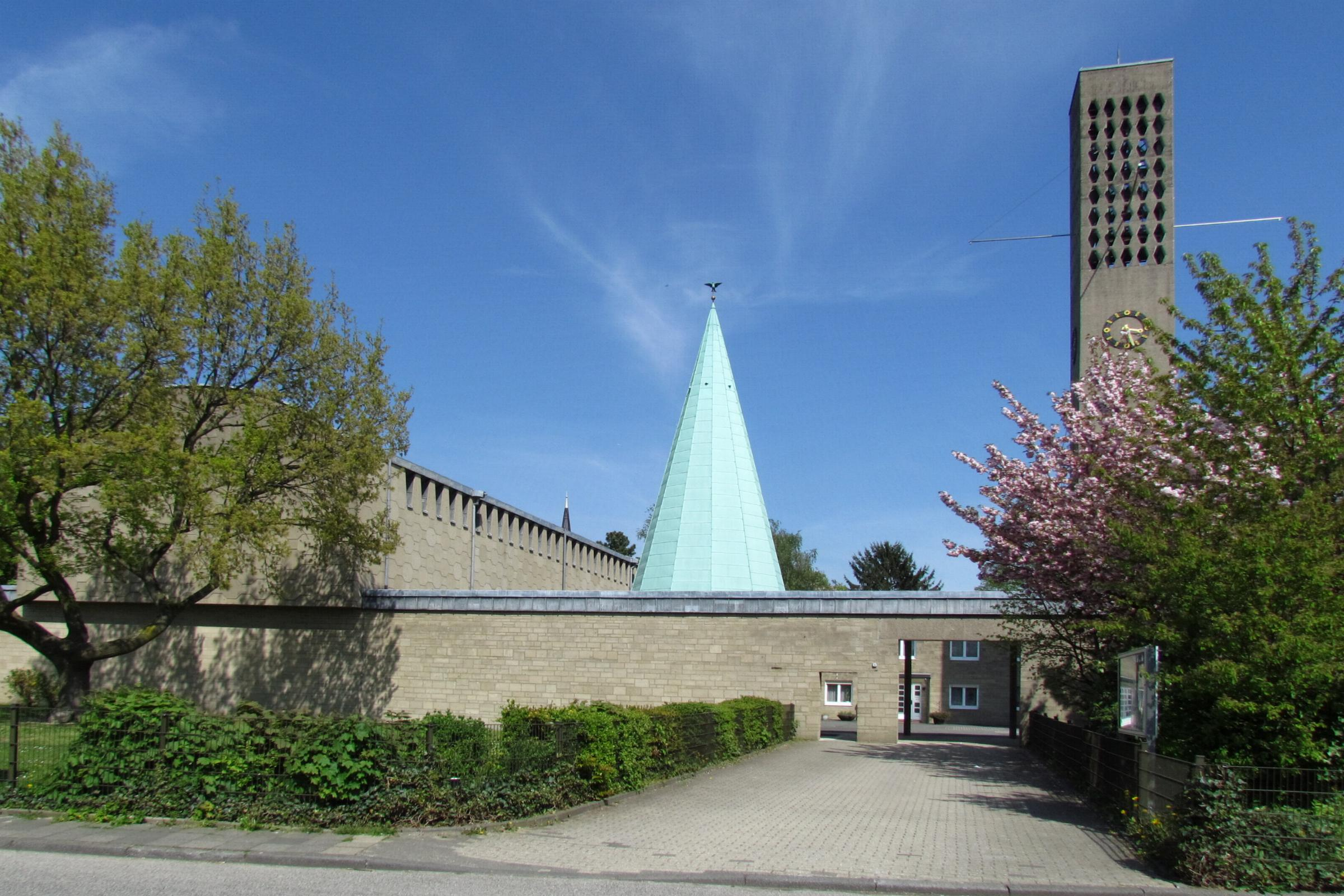
St. Josef, Blick nach Osten

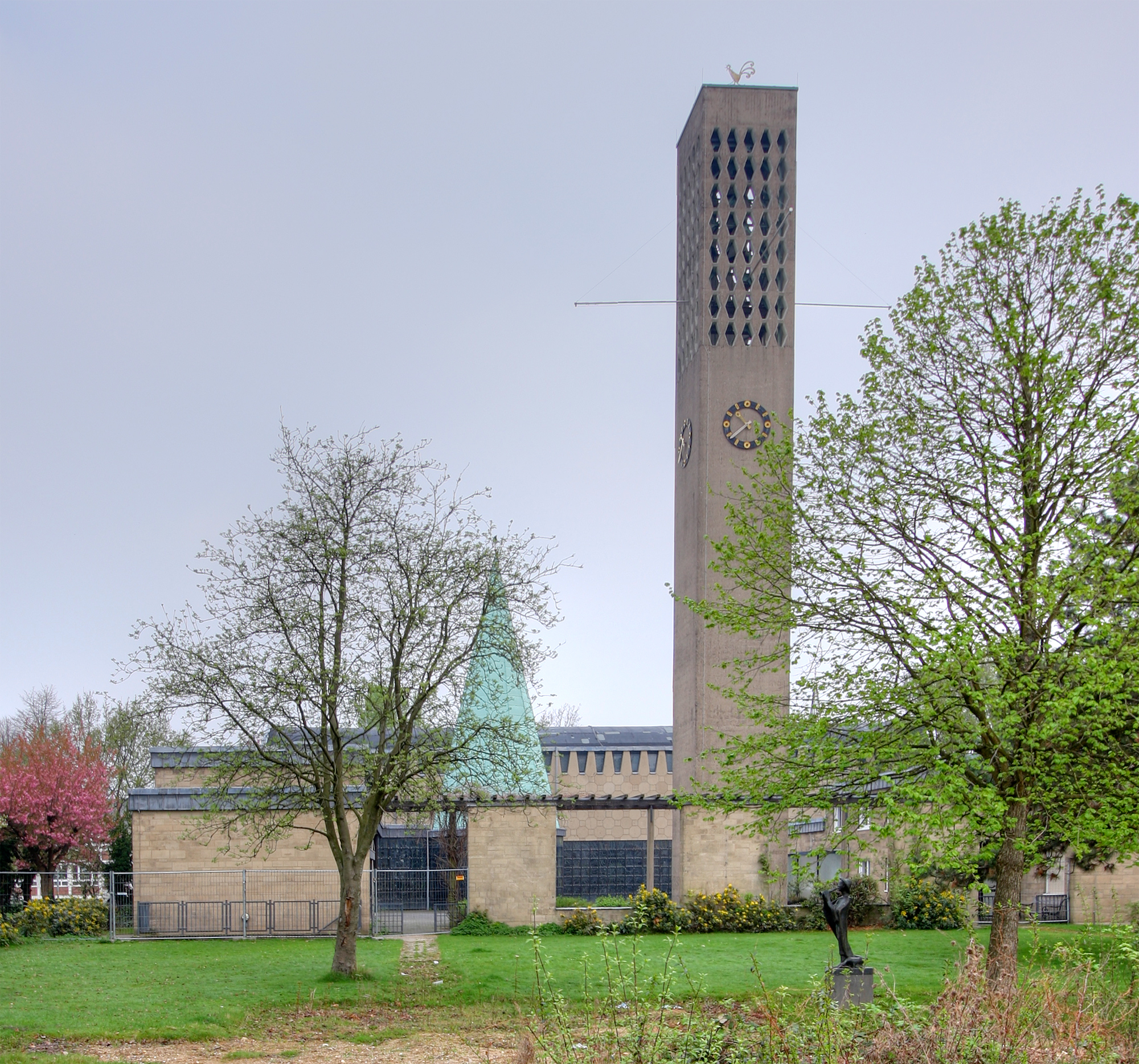
Blick von Süden

St. Josef (ursprünglich St. Joseph) ist eine Pfarrkirche im Süden von Grevenbroich. Die Kirche wurde zwischen 1957 und 1959 in der Südstadt gebaut. Geplant hatte die Kirche der Architekt Gottfried Böhm. 2007 wurde die Kirche in die Denkmalliste der Stadt Grevenbroich eingetragen. Die Gemeinde um St. Josef gehört inzwischen zur Pfarreiengemeinschaft Grevenbroich Vollrather Höhe im Erzbistum Köln.

## Baugeschichte
1954 wurde das Grundstück für den Bau einer Kirche, für ein Jugendheim und für einen Kindergarten erworben. 1956 wurde eine Notkirche fertiggestellt. Im gleichen Jahr wurde St. Josef als Rektoratspfarre gegründet. Aus dem auf vier Architekten begrenzten Wettbewerb ging der Entwurf Gottfried Böhms siegreich hervor. Die Kirche wurde zwischen 1957 und 1959 errichtet und am 23. August 1959 von Erzbischof Kardinal Frings geweiht.
Bei einer Besichtigung des fast vollendeten Kirchbaues urteilte der Erzdiözesanbaumeister der Erzdiözese Köln, Herr Baurat Wilhelm Schlombs, über das neue Bauwerk: „Das ist die weitaus beste Kirche, die in letzter Zeit im Erzbistum gebaut wurde.“
St. Joseph war im April 2003 „Kirche des Monats“ im Erzbistum Köln.

## Schreibweise
Die vom damaligen Erzbischof von Köln Joseph Kardinal Frings am 10. Januar 1954 unterzeichnete Urkunde über die Errichtung der Selbstständigen Kirchengemeinde St. Joseph in Grevenbroich schrieb den Namen der Kirche mit „ph“. Heute ist die Schreibweise mit „f“ verbreitet.

## Ausstattung
Die Kirche besitzt seit 1962 eine vom Kölner Künstler Helmut Lang gestaltete Fensterwand, die in 17 Stationen das Leben des heiligen Josef veranschaulicht. Die vollständig verglaste Taufkapelle wurde 1968 mit einem Glasmalereizyklus von Lang ausgestattet. Die Glasmalereien in dem separaten, zwölfseitigem Rundbau zeigen verschiedene Szenen aus der Bibel, die durch das übergeordnete Thema des Wassers und der Taufe miteinander verbunden werden.
Die Firma Orgelbau Romanus Seifert & Sohn erbaute im Jahr 1990 eine Orgel mit 1400 Pfeifen und 19 Registern, die auf zwei Manualen und Pedal verteilt sind.
Die Kirche verfügt über drei Glocken aus Bronze der Glockengießerei Otto aus Bremen-Hemelingen, die in den Jahren 1958 und 1959 gegossen wurden.
| Glocke | Namen         | Gewicht ≈ | Durchmesser | Gussjahr | Schlagton |
| ------ | ------------- | --------- | ----------- | -------- | --------- |
| 1      | Maria Goretti | 675 kg    | 1025 mm0    | 1958     | g′-1      |
| 2      | Katharina     | 160 kg    | 642 mm      | 1959     | es″±0     |
| 3      | Willibrord    | 120 kg    | 577 mm      | 1958     | f″+2      |

## Pfarrer
- Josef Werth, 1956–1968
- Eduard Gijsen, 1968–2003
- Jos Houben, seit 2003

## St. Joseph heute

### Gemeindemitglieder
Die Gemeinde hat heute etwa 3.500 Gemeindemitglieder (Stand 2006) und gehört zur Pfarrgemeinschaft Grevenbroich Vollrather Höhe.

### Gruppen und Gemeindeleben
In der Gemeinde gibt es zahlreiche Gruppen, die an verschiedenen Stellen das Gemeindeleben prägen. Ein Beispiel dafür ist die Gruppe der Ministranten. Ihre Arbeit wird durch die Ministrantenleiterrunde organisiert. Neben dem Ministrieren werden den derzeit 40 Kindern und Jugendlichen verschiedene Freizeitaktivitäten angeboten.
In der Gemeinde ist außerdem der Jugendliturgiekreis beheimatet. Derzeit hat er 17 Mitglieder, von denen nur noch wenige aus der Südstadt selbst stammen. Er plant Jugendmessen, die in der Südstadt-Gemeinde eine Tradition spätestens seit den 1970er Jahren haben.
Des Weiteren sind die Pfadfinder des Stammes St. Josef Teil der Gemeinde. Der Stamm wurde 1975 gegründet und hatte 2012 rund 100 Mitglieder. Jährlich veranstaltet er ein ein- bis zweiwöchiges Sommerlager. Der Jugendchor verdient eigens Erwähnung.
Ein weiterer Anlaufpunkt für die Gemeindemitglieder ist die Pfarrbücherei. Auf zwei Etagen werden dort ca. 3.500 Medien für alle Altersstufen vorgehalten. Jährlich werden ca. 4.500 bis 5.000 Ausleihen getätigt. Darunter sind mehr als 2.000 Kinderbücher.